# Шенкленд, Том
Томас Отто "Том" Шенкленд (англ. Thomas Otto "Tom" Shankland; род. 7 мая 1968) — английский режиссёр и сценарист кино и телевидения. Он известен как режиссёр фильмов «WAZ: Камера пыток» (2007) и «Детишки» (2008) и телесериалов как «Призраки» (2011), «Улица потрошителя» (2012) и «Пропавший без вести» (2014); за последний, он был номинирован на премию «Эмми» за лучшую режиссуру мини-сериала, фильма или драматической программы в 2015 году. Он также был дважды номинирован на премию BAFTA за лучший короткометражный фильм за «Bait» (1999) и «Going Down» (2000).

## Фильмография

### Фильмы
- Bubbles (1998; короткометражка)
- Приманка (1999; короткометражка)
- Спускаясь вниз (2000; короткометражка)
- WAZ: Камера пыток (2007)
- Детишки (2008)

### Телевидение
- Сердца и кости (2000; эпизод: "Once There Was a Way to Get Back Home")
- Конец рабочего дня (2001; 3 эпизода)
- Ни одна ночь не станет долгой (2002; телефильм)
- Family Business (2004; эпизод "1.01")
- Инспектор Джерико (2005; эпизод: "The Hollow Men")
- Мисс Марпл Агаты Кристи (2006—10; 2 эпизода)
- Тени (2011; 3 эпизода)
- Дирк Джентли (2012; 3 эпизода)
- Улица потрошителя (2012; 4 эпизода)
- Пропавший без вести (2014; 8 эпизодов)
- Злой город (2015; эпизод: "Pilot")
- Оставленные (2015; 1 эпизод)
- Отверженные (2018; 6 эпизодов)
- Город и город (2018)
- Змей (2021; 4 эпизода)
- САС: Неизвестные герои (2022; 6 эпизодов)
- Леопард (2025; 5 эпизодов)